# Jeff MacNelly
Jeff MacNelly (né le 17 septembre 1947 à New York et le mort le 8 juin 2000 à Baltimore) est un auteur de bande dessinée et dessinateur de presse américain ayant reçu de nombreuses récompenses. Illustrateur pour la presse du milieu des années 1960 à sa mort en 2000, il a également créé le comic strip Shoe (1977-2000) et le panel strip (en) Pluggers (en) (1993-1997).

## Biographie
Jeff MacNelly naît le 17 septembre 1947 à New York. En 1969, il travaille d'abord comme dessinateur de presse pour un hebdomadaire de Chapel Hill en Caroline du Nord. Il y crée aussi son premier comic strip. En 1970 il déménage et travaille pour le The Richmond Newsleader en Virginie. En 1972, il reçoit un prix Pulitzer. En 1977 il crée un nouveau comic strip intitulé Shoe. Cette série connaît un grand succès et est diffusée dans 950 journaux. De plus elle vaut à MacNelly de recevoir deux fois le prix Reuben de la National Cartoonists Society. En 1981, il quitte le journal de Richmond et est engagé par le Chicago Tribune où il travaille à partir de 1982 comme dessinateur de presse. Il reçoit un autre prix Pulitzer. En 1993, il commence un nouveau strip intitulé Pluggers (en). Il se fait ensuite assister sur ses deux strips : Chris Cassatt travaille sur Shoe alors que Gary Brookins l'aide à partir de 1997 sur Pluggers (en).
Jeff MacNeely meurt d'un cancer le 8 juin 2000. Ses deux strips sont repris par son épouse Susie MacNelly et ses deux assistants.

## Prix et récompenses
- 1972 : Prix Pulitzer du dessin de presse pour ses dessins dans The Richmond News Leader
- 1978 : Prix Pulitzer et Prix de la National Cartoonists Society du dessin de presse et pour ses dessins dans The Richmond News Leader
- 1979 : Prix Reuben pour ses dessins de presse
- 1980 : Prix Reuben pour Shoe
- 1985 : Prix Pulitzer du dessin de presse pour ses dessins dans le Chicago Tribune